# Pelvicachromis kribensis
Pelvicachromis kribensis ist ein Buntbarsch, der im küstennahen Kamerun in den Flüssen Kienkié, Lobé, Moliwe, Muyuka, in den südlichen Nebenflüssen des Nyong sowie in Äquatorialguinea im Rio Muni und auf Bioko vorkommt.

## Merkmale
Pelvicachromis kribensis ist eine kleine Buntbarschart, die eine Länge von 6,5 cm erreichen kann. Die Grundfärbung der Fische ist hellbraun bis graubraun, wobei der Rücken dunkler ist. Am äußersten Rand des Kiemendeckels befindet sich ein unbeschuppter, heller, blau irisierender Fleck. Die Oberlippe ist braun bis orangebraun, die Unterlippe grau bis braun. Kehle und Branchiostegalmembranen sind hell oder intensiv gelb, letzteres besonders oft bei dominanten Exemplaren. Gestresste, unterwürfige oder brutpflegende Exemplare zeigen manchmal ein dunkles Band auf den Körperseiten, dass vom Hinterrand der Augen bis zum Ende des Schwanzstiels, aber nicht bis auf die Schwanzflosse reicht. Ein weiterer dunkler Streifen erstreckt sich oberhalb der Oberlippe bis hinter die Augen. Der obere Augenrand ist goldgelb bis rot. Ein dunkelgelber bis rötlicher Streifen verläuft vom Ende des Mauls bis zum Vorderrand des Präoperculums. Die Brustflossen sind transparent oder hellgelb.
Die Rückenflosse der Weibchen ist weißlich oder gelblich mit einem schwarzen Rand, der nach hinten immer schmaler wird und über den letzten 4 bis 6 Flossenstrahlen fehlt. Einige Weibchen zeigen im weichstrahligen Rückenflossenabschnitt auch ein bis drei schwarze Flecke. Die Schwanzflosse ist gelb mit einem undeutlichen dunklen Rand und bei einigen Exemplaren mit einigen schwarzen Flecken in der oberen Flossenhälfte. Die Afterflosse ist gelb mit einer hellen Basis und einem dunkelgrauen bis schwarzen Rand. Die Bauchflossen sind rot oder dunkel violett, ihr hinterer Rand ist schwarz. Die Brust der Weibchen ist weißlich, der untere Bereich des Kiemendeckels ist weißlich oder gelb. Der Bauch und die Seiten bis zur Rumpfmitte sind rot, die oberen Flanken sind weißlich bis bläulich. Während der Balz werden ein Teil des Vorderkörpers und die Schwanzflosse schwarz.
Die Färbung der Männchen ist variabel, mehrere Farbmorphen sind bekannt. Die Rückenflosse hat bei den meisten einen schmalen weißen Rand, darunter folgt ein roter Streifen und darunter ein weiterer weißer. Die Rückenflossenstacheln sind hellblau, die Flossenmembran ist rot. Im weichstrahligen Abschnitt zeigt die Rückenflosse zahlreiche hellblaue Punkte. In der Mitte der Schwanzflosse und im unteren Drittel befinden sich 4 bis 7 Reihen blauer Punkte. Im oberen Drittel liegen bei den meisten Populationen 2 bis 8 schwarze Flecke. Der obere Rand der Schwanzflosse ist rot. Die Afterflosse ist rot oder violett mit zahlreichen Reihen kleiner blauer Punkte und einem dunklen Außenrand. Die Bauchflossen sind vorne grau, dann folgt ein blauer Flossenstrahl, dahinter ein oder zwei rote Flossenstrahlen und der Hinterrand ist schwarz oder dunkelblau. Auf dem Rumpf haben die Schuppen dunkle Ränder. Die Brust und der untere Abschnitt des Kiemendeckels sind hellgelb.
- Flossenformel: Dorsale XVI–XVIII/7–9, Anale III/6–7.[2]

## Lebensweise
Pelvicachromis kribensis kommt in kleinen Bächen in Wäldern oder in der Nähe von Wäldern vor. Dort hält sich die Art meist ufernah auf. In der Gewässermitte sind sie nur im Schutz zwischen versunkenen Ästen und Bäumen zu finden. Die Fische sind revierbildend. Das von einem Paar verteidigte Territorium hat einen Durchmesser von etwa einem oder 1,5 Metern. Pelvicachromis kribensis ist monogam und legt den Laich in Höhlen ab. Eier und Larven werden vor allem vom Weibchen gepflegt, selten auch vom Männchen. Die Larven schwimmen nach acht bis neun Tagen frei und werden dann von beiden Eltern über einen Zeitraum von fünf bis sechs Wochen betreut und beschützt. Weibchen zeigen während der Brutpflege einen deutlicher ausgeprägten schwarzen Längsstreifen.

## Systematik
Die Buntbarschart wurde 1911 durch den belgisch-britischen Ichthyologen George Albert Boulenger unter der Bezeichnung Pelmatochromis kribensis erstmals wissenschaftlich beschrieben und später der Gattung Pelvicachromis zugeordnet, die 1968 durch den belgischen Ichthyologen Thys van den Audenaerde eingeführt wurde. Der französische Ichthyologe Jacques Daget synonymisierte die Art 1991 mit Pelvicachromis taeniatus und Anton Lamboj, Daniela Bartel und Emiliano Dellámpio revalidierten die Art im Jahr 2014.

## Belege
1. 1 2 3 4 5 6  Anton Lamboj, Daniela Bartel & Emiliano Dellámpio: Revision of the Pelvicachromis taeniatus-group (Perciformes), with revalidation of the taxon Pelvicachromis kribensis (Boulenger, 1911) and description of a new species. Cybium 2014, 38(3)
2. ↑  Pelvicachromis kribensis auf Fishbase.org (englisch)
3. ↑  Anton Lamboj: Die Cichliden des westlichen Afrikas. Verlag: Natur und Tier, 2006, ISBN 386-659000-8, Seite 184 u. 185.
4. ↑  Thys van den Audenaerde (1968): A preliminary contribution to a systematic revision of the Genus Pelmatochromis Hubrecht senu lato (Pisces, Cichlidae). Rev. Zool. Bot. Afr., 77: 349-391.